# Michał Ruciak
Michał Zygmunt Ruciak (Świnoujście, 22 agosto 1983) è un pallavolista polacco.
Gioca nel ruolo di schiacciatore nel Klub Siatkarski Espadon Szczecin.

## Carriera
Debutta nella nazionale maggiore in occasione della World League 2004, mentre in precedenza aveva ottenuto successi con la nazionale giovanile conquistando il mondiale disputato in Iran nel 2003. Il suo massimo successo consiste nell'oro vinto agli Europei 2009 a seguito del quale, il 14 settembre dello stesso anno, per i risultati sportivi ottenuti, il presidente polacco Lech Kaczyński lo ha insignito della Croce di Cavaliere dell'Ordine della Polonia Restituta, insieme a tutti gli altri membri della squadra nazionale protagonisti di quel successo.

## Palmarès

### Club
- Coppa di Polonia: 2

2012-13, 2013-14

### Nazionale (competizioni minori)
- Memorial Hubert Wagner 2013

### Premi individuali
- 2014 - Coppa di Polonia: Miglior ricevitore